# آبجو در تایلند

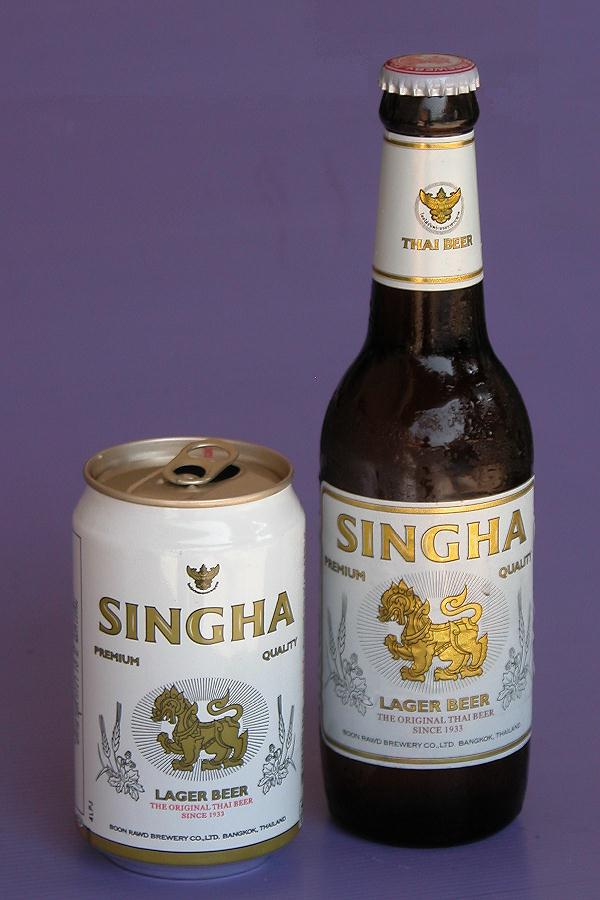
آبجو سینگا

تهیه آبجو در تایلند در سال ۱۹۳۳ با اعطای جواز تهیه آب میوه به فرایا بهیروم باکدی ۵۷ ساله، متولد بون راود سرشتاپوترا آغاز شد. شرکت وی، آبجوسازی بون راود، قدیمی‌ترین و شناخته شده‌ترین لگن تایلند، Singha (تلفظ "سینگ") را تولید می‌کند. سینگا در تایلند در نسخه‌های استاندارد (۵ درصد ABV )، سبک (۴٫۵ درصد ABV ) به فروش می‌رسد.
بزرگترین رقیب سینگا، آبجو چانگ است که توسط کمپانی تای بیوs ساخته شده‌است. تای بیو به دلیل حمایت مالی از باشگاه فوتبال اورتون لیورپول در سطح جهانی شناخته می‌شود، نام و نشان کمپانی از سال ۲۰۰۴ در لباس تیم اورتون ظاهر شده‌است.

## نگارخانه

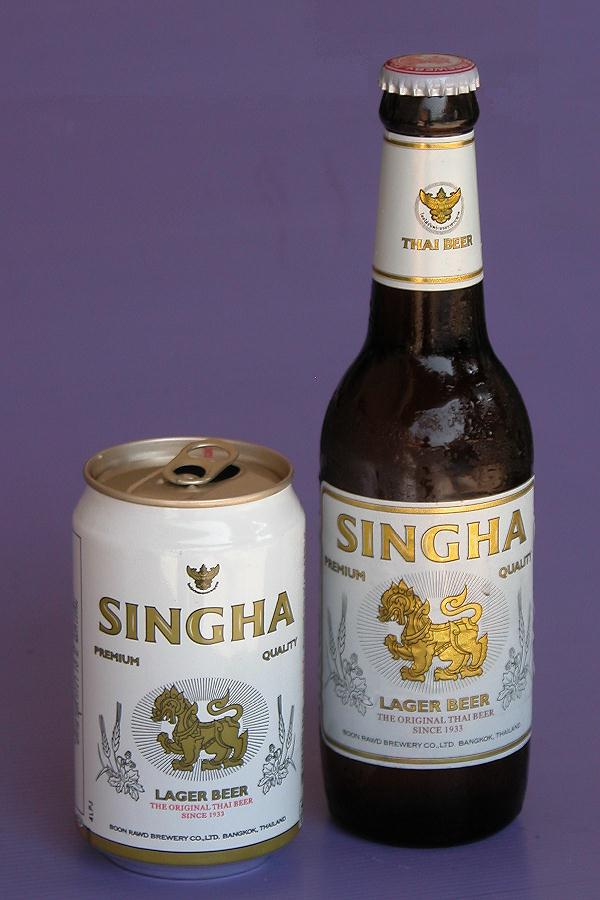
سینگا
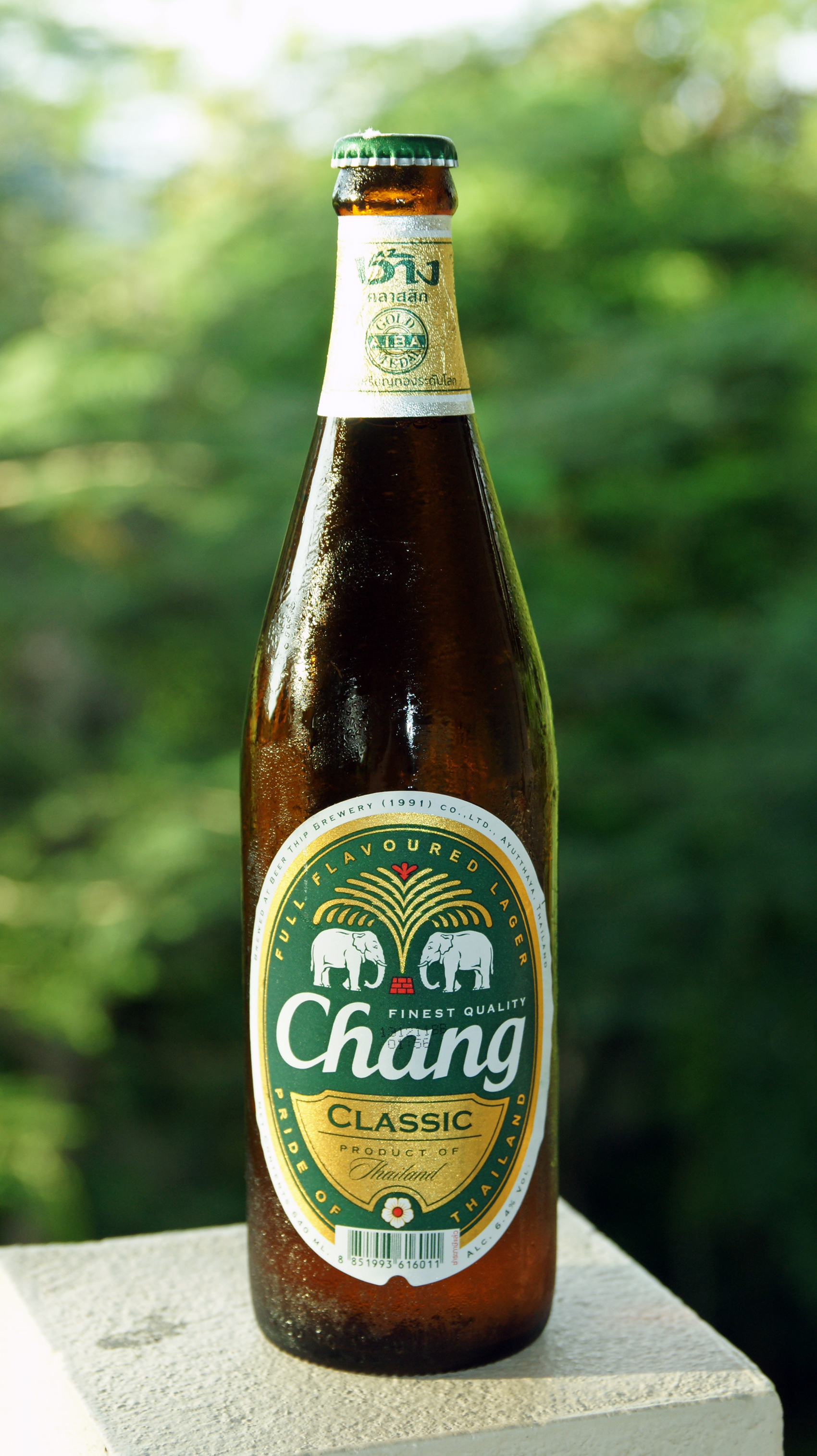
آبجو چانگ